# Liste de personnalités nées à Saint-Louis
Cette liste non exhaustive répertorie les personnalités nées à Saint-Louis, dans l'État du Missouri, États-Unis, en suivant un classement par ordre alphabétique. Pour chaque personnalité sont donnés le nom, l'année de naissance, l'année de décès le cas échéant et la qualité ou profession.
- Haut – A
- B
- C
- D
- E
- F
- G
- H
- I
- J
- K
- L
- M
- N
- O
- P
- Q
- R
- S
- T
- U
- V
- W
- X
- Y
- Z

## A
- Edward Abeles (en) (1869-1919), acteur  ;
- Jerry T. Adams (né en 1974), acteur  ;
- Rob Adams (en) (né en 1970), acteur  ;
- Sunrise Adams (née en 1982), actrice pornographique ;
- Akon (né en 1973), chanteur de R'n'B ;
- Maya Angelou (née en 1928), poétesse afro-américaine ;
- Edwin Arden (en) (1864-1918), acteur  ;
- Edwin August (1883-1964), acteur, réalisateur et scénariste ;

## B

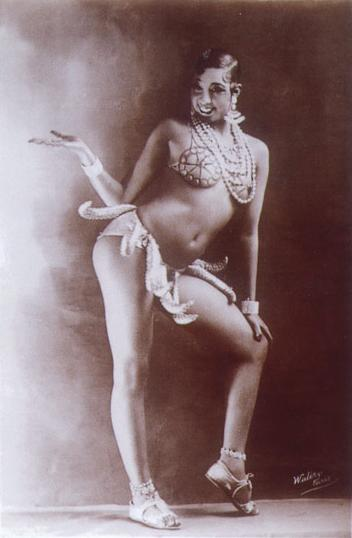
Joséphine Baker (1906-1975)

- King Baggot (1879-1948), acteur, réalisateur et scénariste ;
- Joséphine Baker (1906-1975), chanteuse, danseuse et meneuse de revue ;
- Scott Bakula (né en 1954), acteur de série télévisée ;
- Anita Barone (né en 1964), actrice ;
- Bob Bergen (né en 1964), acteur ;
- Yogi Berra (né en 1925), ancien joueur de baseball ;
- Chuck Berry (né en 1926), guitariste, chanteur et compositeur ;
- Linda Blair (née en 1959), actrice ;
- Herbert Blumer (1900-1987), sociologue ;
- Christopher Samuel "Kit" Bond (né en 1939), juriste et homme politique ;
- Milt Buckner [1915-1977), pianiste et organiste de jazz ;
- Ted Buckner (né en 1912), saxophonistede jazz, frère ainé du précédent ;
- Grace Bumbry (née en 1937), mezzo-soprano surnommée Vénus noire ;
- T-Bone Burnett (né en 1948), producteur et musicien ;
- William S. Burroughs (1914-1997), romancier ;
- Norbert Leo Butz (né en 1967), acteur   ;
- Jim Byrnes (né en 1948), chanteur de blues et acteur, connu pour avoir incarné Joe Dawson dans la série Highlander ;

## C

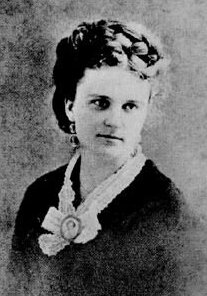
Kate Chopin
(1850-1904)

- Christy Cabanne (1888-1950), réalisateur, acteur, scénariste et producteur de cinéma ;
- Michael Capellupo (né en 1961), acteur, scénariste et producteur ;
- Wallace A. Carlson (1894-1967), réalisateur, producteur et scénariste ;
- C. J. Cherryh (né en 1942), écrivaine de fantasy et de science-fiction ;
- William Ching (1913-1989), acteur ;
- Chingy (né en 1980), rappeur ;
- Kate Chopin (1850-1904), écrivaine ;
- Bill Chott (né en 1969), acteur et scénariste ;
- Steven Chu (né en 1948), physicien et prix Nobel de physique 1997 ;

## D

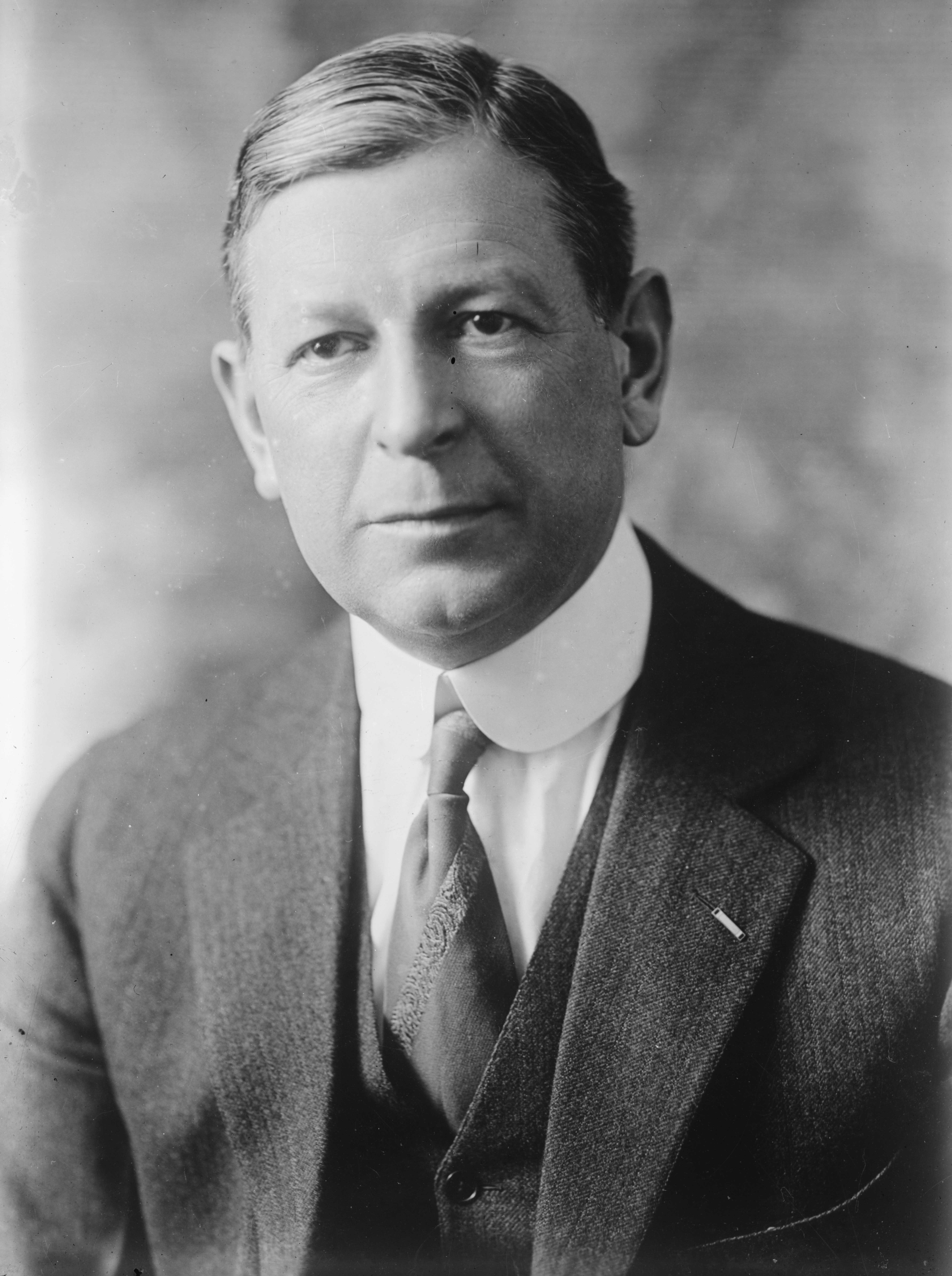
Dwight Davis
(1879-1945)

- Paul Dana (né en 1975), pilote automobile
- John Danforth (né en 1936), homme politique, membre du parti républicain, ancien ambassadeur et ancien sénateur ;
- Erin Daniels (née en 1973), actrice ;
- Dwight Davis (1879-1945), joueur de tennis et homme politique, créateur de la coupe Davis ;
- Robert Dicke (1916-1997), physicien ;

## E
- Jeff East (né en 1957), acteur ;
- Thomas Stearns Eliot (1888-1965), poète, dramaturge, et critique moderniste ;
- Walker Evans (1903-1975), photographe ;

## F
- Frank Faylen (1905-1985), acteur ;
- Ken Flach (né en 1963), joueur de tennis ;
- Ellen Foley (né en 1951), actrice ;
- Redd Foxx (1922-1991), acteur ;
- Amy Frazier (née en 1972), joueuse de tennis ;

## G

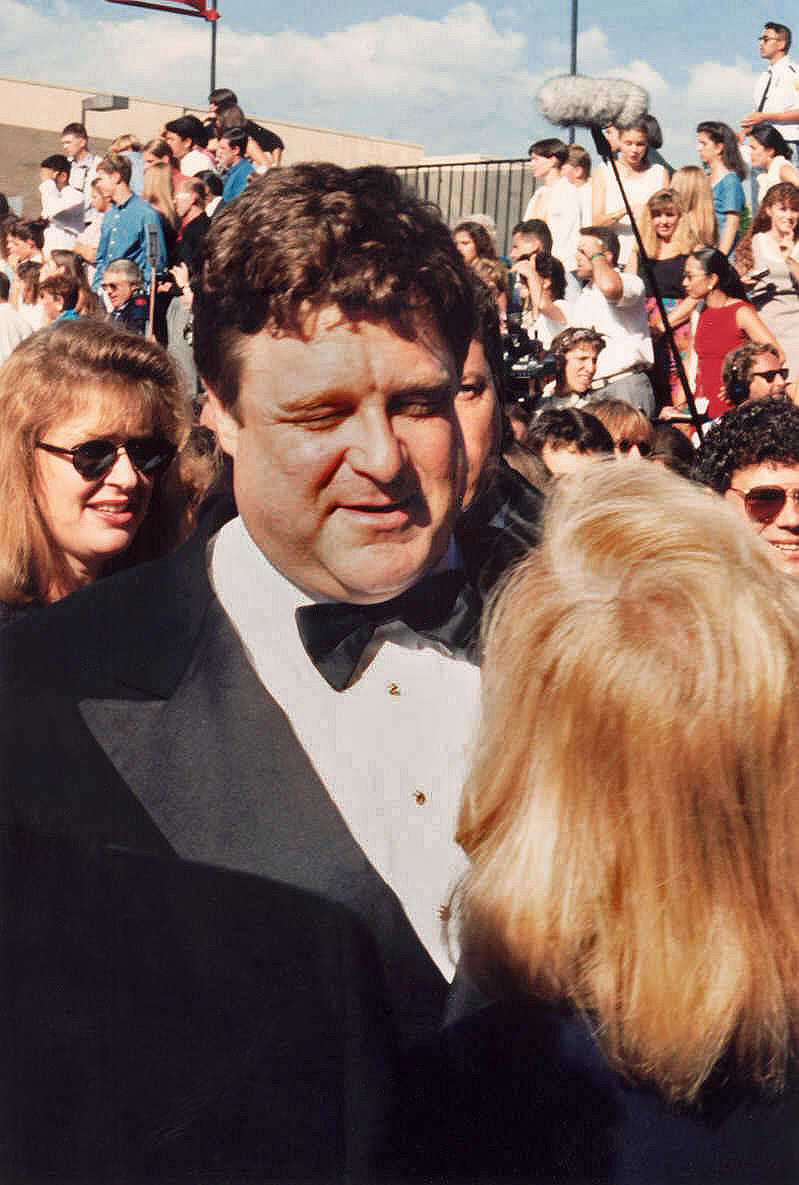
John Goodman

- Martha Gellhorn (1908-1998), journaliste, correspondante de guerre et écrivaine ;
- Dick Gephardt (né en 1941), homme politique ;
- Dan Gilvezan (né en 1950), acteur ;
- John Goodman (né en 1952), acteur ;
- Jimmy Gourley (né en 1926), guitariste, chanteur et compositeur de jazz ;
- Grant Green (1935-1979), guitariste de jazz ;
- Trent Green (né en 1970), joueur de football américain ;
- Robert Guillaume (né en 1927), acteur, producteur et réalisateur ;
- James Gunn (né en 1970), scénariste, acteur et producteur ;
- Moses Gunn (1929-1993), acteur ;

## H
- Michael Harrington (1928-1989), écrivain  ;
- Doris Hart (née en 1925), joueuse de tennis ;
- Edmund L. Hartman (1911-2003), scénariste   ;
- Ryan Howard (né en 1979), joueur de baseball, meilleur joueur de la Ligue nationale ;
- Marcus Hutson (né en 1943), membre du groupe de funk et disco The Whispers ;

## J
- Cam Janssen (né en 1984), joueur de hockey sur glace ;
- Jibbs (né en 1990), rappeur ;
- Mildred June (1905-1940), actrice et scénariste ;

## K

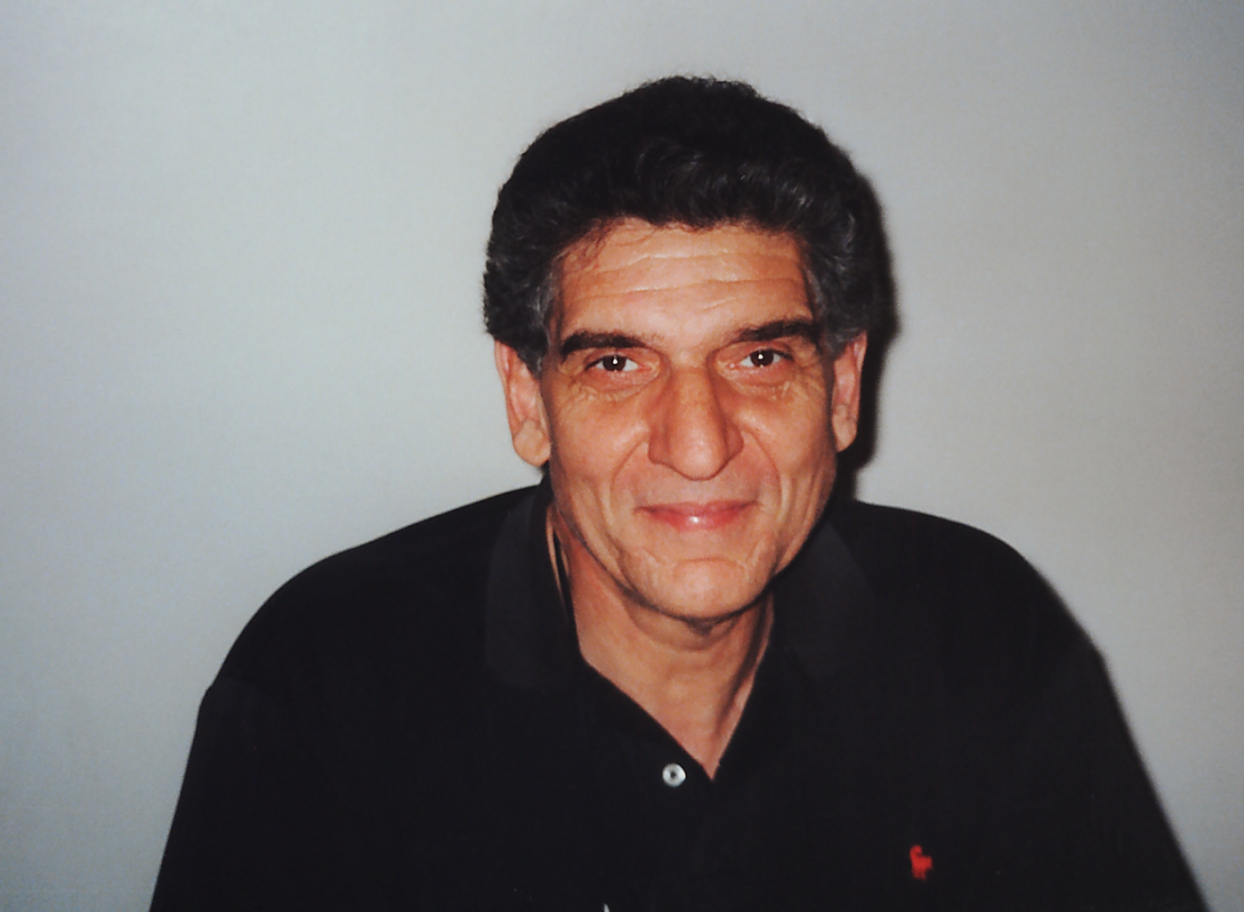
Andreas Katsulas
(1946-2006)

- Andreas Katsulas (1946-2006), acteur ;
- Frank Keating (né en 1944), ancien sénateur, gouverneur d'Oklahoma ;
- Warren J. Kemmerling (1924-2005), acteur ;
- Cleo King (née en 1960), actrice ;
- Kevin Kline (né en 1947), acteur et réalisateur ;
- Roger Kornberg (né en 1947), biochimiste, prix Nobel de chimie 2006 ;

## L
- Pat LaFontaine, (né en 1965), ancien hockeyeur américain ;
- Laura La Plante (1904-1996), actrice, WAMPAS Baby Stars de 1923 ;
- David Lee (né en 1983), joueur de Basket-ball ;
- Joseph Carl Robnett Licklider (1915-1990), informaticien ayant contribué au développement de l'Internet ;
- Linda Lingle (née en 1953), femme politique, membre du Parti républicain et gouverneur de l'État d'Hawaii ;
- Kevin Livingston (né en 1973), coureur cycliste ;
- Kathy Long (née en 1964), actrice et championne de kick boxing ;

## M

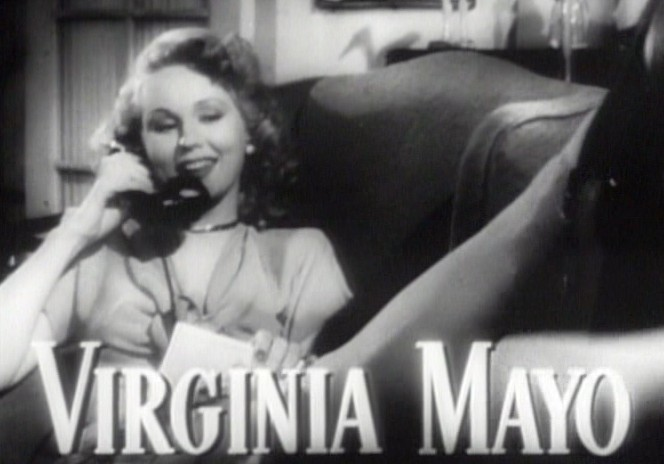
Virginia Mayo (1920-2005)

- Laurence Maroney (né en 1985), joueur de football américain ;
- Marsha Mason (née en 1942), actrice ;
- Virginia Mayo (1920-2005), actrice ;
- Jimmy McCracklin (né en 1921), pianiste et chanteur de blues ;
- Michael McDonald (né en 1952), chanteur de R&B et de soul ;
- George McManus (1884-1954), auteur de bande dessinée ;
- John Milius (né en 1944), réalisateur, producteur et scénariste ;
- Zach Miner (né en 1982), joueur de baseball ;
- Taylor Momsen (née en 1993), actrice ;
- Terry O. Morse (1906-1984), réalisateur   ;

## N
- Damien Nash (1982-2007), joueur de football américain ;
- Oliver Nelson (1932-1975), saxophoniste, compositeur et arrangeur de jazz ;

## O

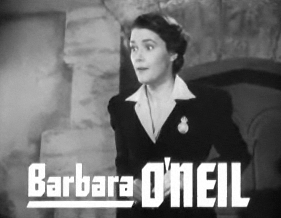
Barbara O'Neil
(1910-1980)

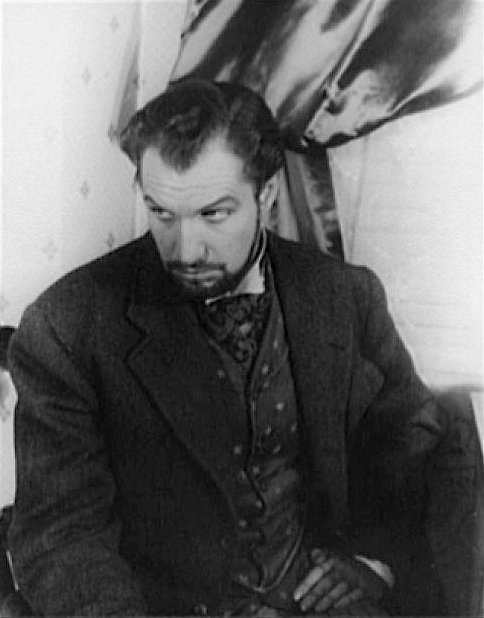
Vincent Price (1911-1993)

- Dan O'Bannon (né en 1946), scénariste ;
- Barbara O'Neil (1910-1980), actrice ;
- Diana Ossana (née en ?), scénariste et productrice de film ;
- Henry Otto (1877-1952), acteur, scénariste et producteur ;

## P
- John Pankow (né en 1954), acteur ;
- Ann Peebles (née en 1947), chanteuse de soul et de rhythm and blues ;
- D. H. Peligro (né en 1960), ex-batteur des groupes Dead Kennedys et Red Hot Chili Peppers, entre autres ;
- Evan Peters (né en 1987), acteur ;
- Thomas M. Pollard (né en 1950), acteur ;
- Bessie Potter Vonnoh (1872-1955), femme sculpteur ;
- Arthur Preuss (1871-1934), journaliste, écrivain et éditeur catholique d'origine allemande ;
- Jackson Price (né en ?), acteur de pornographie gay ;
- Vincent Price (1911-1993), acteur spécialisé dans les films d'épouvante ;

## R
- Wallace Reid (1891-1923), acteur, réalisateur et scénariste ;
- Doris Roberts (née en 1929), actrice ;
- Leonard Roberts (né en 1972), acteur ;
- Julia Robinson (1919-1985), mathématicienne, première femme présidente de l'American Mathematical Society ;

## S
- Marilyn vos Savant (née en 1946), personne qui a le QI le plus élevé attesté au monde ;
- Ronald Stein (1930-1988), Compositeur de musique de films ;
- Steve Shaw (1965-1990), acteur, connu pour son rôle d'Éric Fairgate dans Côte Ouest ;
- Owen Shroyer (né en  1989)
- Christian Stolte (né en 1962), acteur   ;
- Steve Stoliar (né en 1954), acteur, scénariste et producteur

## T

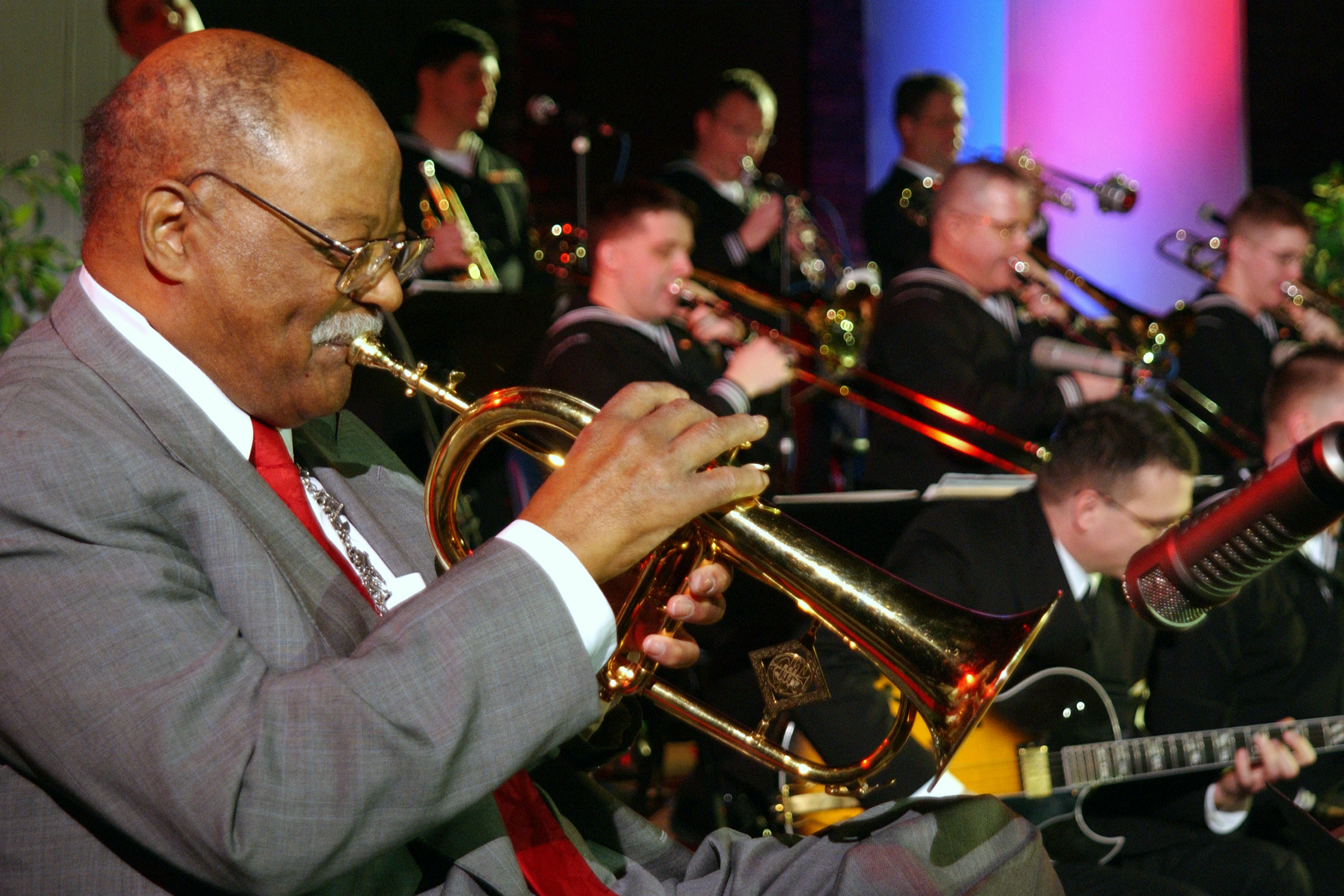
Clark Terry

- Clark Terry (né en 1920), musicien de jazz, trompettiste et joueur de bugle ;
- Rosemary Theby (1892-1973), actrice ;
- Augustus E. Thomas (1857-1934), scénariste, réalisateur et producteur ;
- Betty Thomas (née en 1948), actrice, productrice et réalisatrice ;
- Jayson Tatum (né en 1998), basketteur

## W
- Kenny Wallace (né en 1976), pilote de NASCAR ;
- Jo Jo White (né en 1946), ancien basketteur ;
- Mary Wickes (1910-1995), actrice ;
- Edward Wilkinson (1902-1944), agent britannique du service secret britannique Special Operations Executive ;
- Dick Williams (né en 1929), joueur de baseball ;
- Stephanie Williams (née en 1957), actrice ;
- Mykelti Williamson (né en 1960), acteur ;
- Kellen Winslow (né en 1957), joueur de football américain ;